# Kisoroszi
Kisoroszi is een plaats (község) en gemeente in het Hongaarse comitaat Pest. Kisoroszi telt 799 inwoners (2001).